# Hans Lipperheybrug
Hans Lipperheybrug (brug 336) is een vaste brug in Amsterdam-Oost.
De verkeersbrug vormt de verbinding tussen de Archimedesweg en het Archimedesplantsoen. Ze overspant de Molenwetering met haar kades, Galileïplantsoen genoemd. De brug in de vorm van een grote duiker komt uit de pen van Piet Kramer en dateert van ongeveer 1928. Ze kostte destijds samen met drie andere bruggen over de Molenwetering 60.000 gulden. Kramer gebruikte daarbij zijn Amsterdamse Schoolstijl. Het bouwwerk heeft de typische kenmerken van Kramer. Een daarvan is de mengeling van baksteen en natuursteen in de vorm van graniet, die hier ook is toegepast in de dragende pijlers van de brug, die door die wisseling eruitzien als een stapel damstenen. De voor Kramer gebruikelijk siersmeedijzeren balustrades zijn hier tot een minimum beperkt, ze zijn alleen aan de uiteinden (landhoofden) toegepast. De balustrades op de brug zelf zijn van baksteen met een sierlint van metaal erop, gedragen door pijlertjes die ontstaan uit granieten blokjes. De brug is voor wat betreft het ontwerp een zusje van brug 337 en brug 338, die er bijna hetzelfde uitzien. De brug vormt een bouwkundig eenheid met brug 336, de walkanten zijn met elkaar verbonden.
De gemeente Amsterdam besloot op 14 maart 2023 een brug naar een wetenschapper te vernoemen: Hans Lipperhey.

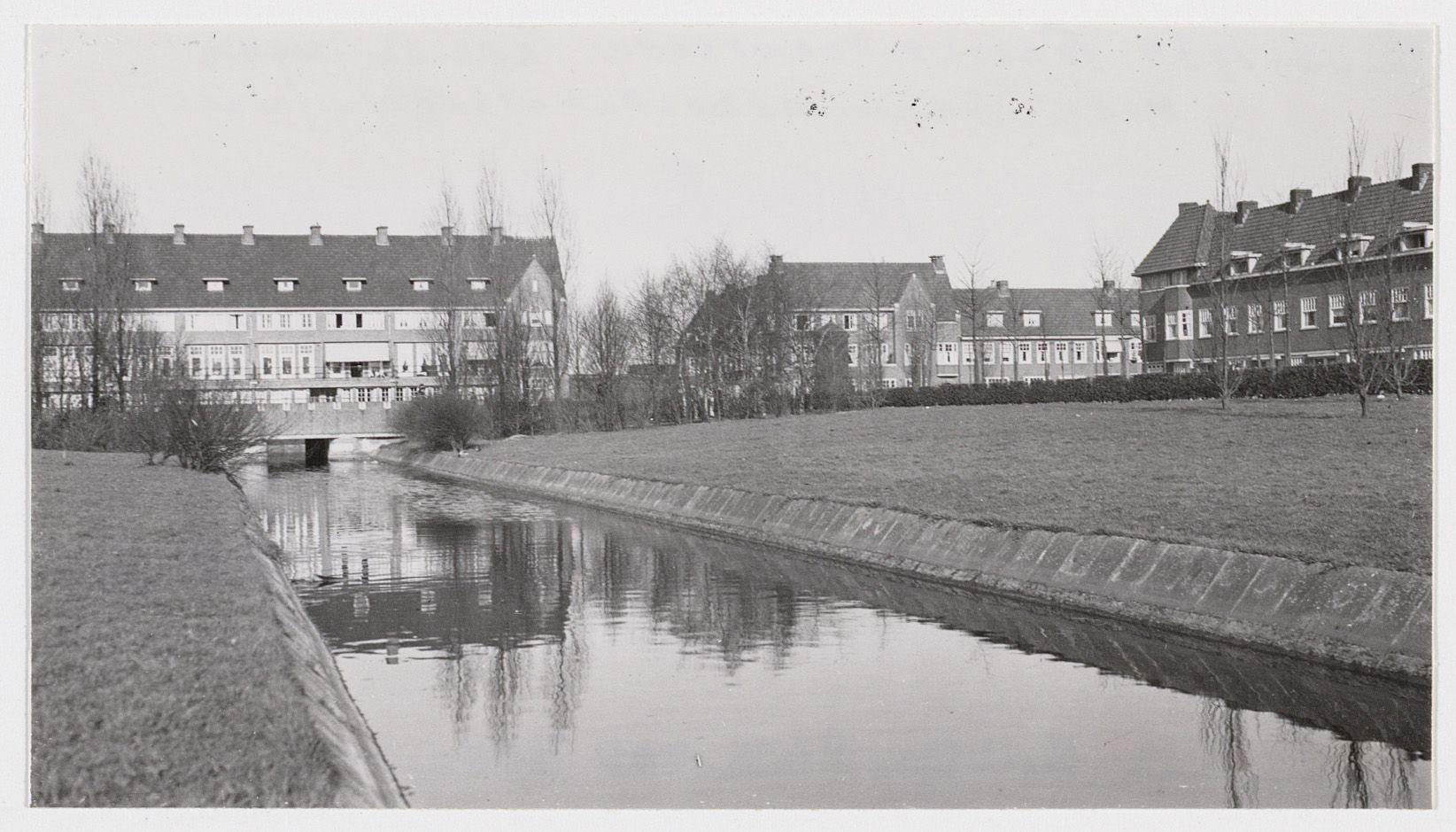
Brug 336 in 1938

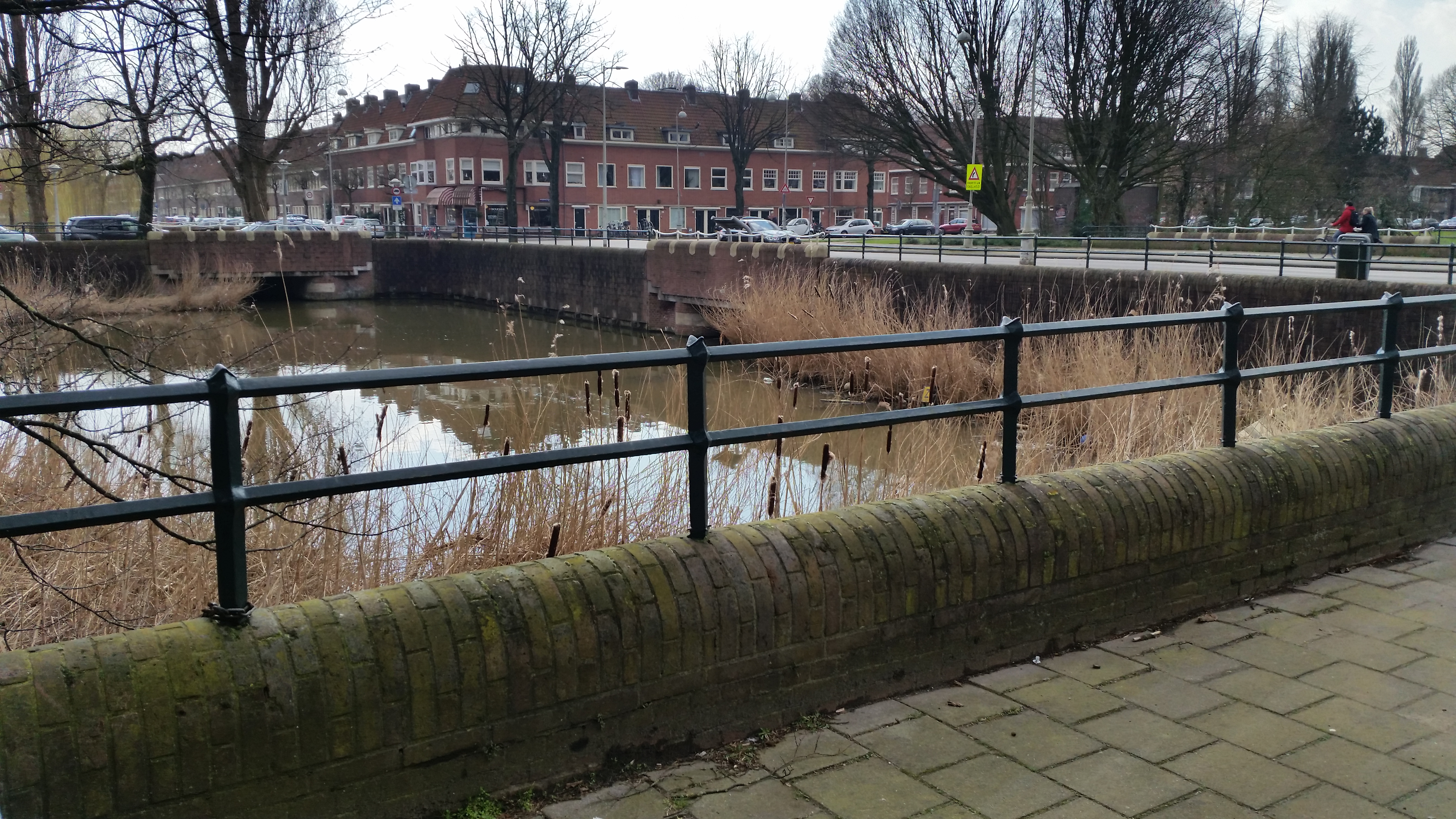
Links brug 337; rechts brug 336 (maart 2020)

<<< · 300 · 301 · 302 · 303 · 304 · 305 · 306 · 307 · 308 · 309 · 310 · 311 · 312 · 313 · 314 · 315 · 316 · 317 · 318 · 320 · 321 · 322 · 323 · 324 · 325 · 327 · 328 · 330 · 331 · 332 · 333 · 334 · 335 · 336 · 337 · 338 · 339 · 340 · 341 · 342 · 343 · 344 · 345 · 346 · 347 · 348 · 349 · 350 · 351 · 352 · 353 · 354 · 355 · 356 · 357 · 358 · 359 · 360 · 361 · 362 · 363 · 364 · 365 · 366 · 367 · 368 · 371 · 372 · 373 · 374 · 375 · 376 · 377 · 378 · 379 · 380 · 381 · 382 · 383 · 385 · 386 · 387 · 388 · 389 · 390 · 391 · 392 · 393 · 394 · 395 · 396 · 397 · 398 · 399 · >>>
Brugnummers 319, 326, 329 (tijdelijke duiker in de Ringspoordijk), 369, 370, 384 zijn niet (meer) vergeven.